# 新莊慈惠堂
新莊慈惠堂，是一座主祀無極瑤池金母娘娘(泛稱「母娘」)的廟宇，坐落於台灣新北市新莊區碧江街82號

## 沿革

### 緣起
民國四十八年(1959)由開山堂主黃彩蓮自中壢慈惠堂請頒母娘(即瑤池金母)令旗迎回自宅奉祀，並於民國五十一年(1962)參謁花蓮慈惠堂總堂，經母娘恩准分靈恭塑金母金尊寶像。

### 議建新堂
到了民國五十五年(1966)，原本奉祀母娘的舊宅址已狹隘不敷使用，眾契議建新堂，於是卜擇大漢溪陽基址(及現今廟址)作為新堂所在，並於同年農曆三月初五日卯時動土，翌年(1967)正月廿九日堂貌初成，遂恭奉無極瑤池金母娘娘登龕安座，復繼續擴建後廳。
民國七十一年(1982)增闢左廂崇祀地藏王菩薩暨開山先賢，民國七十四年(1985)開始陸續重雕正殿神龕龍柱、整修飛簷，全部工程並於該年年秋宣告竣工。

## 祀神

##### 主祀

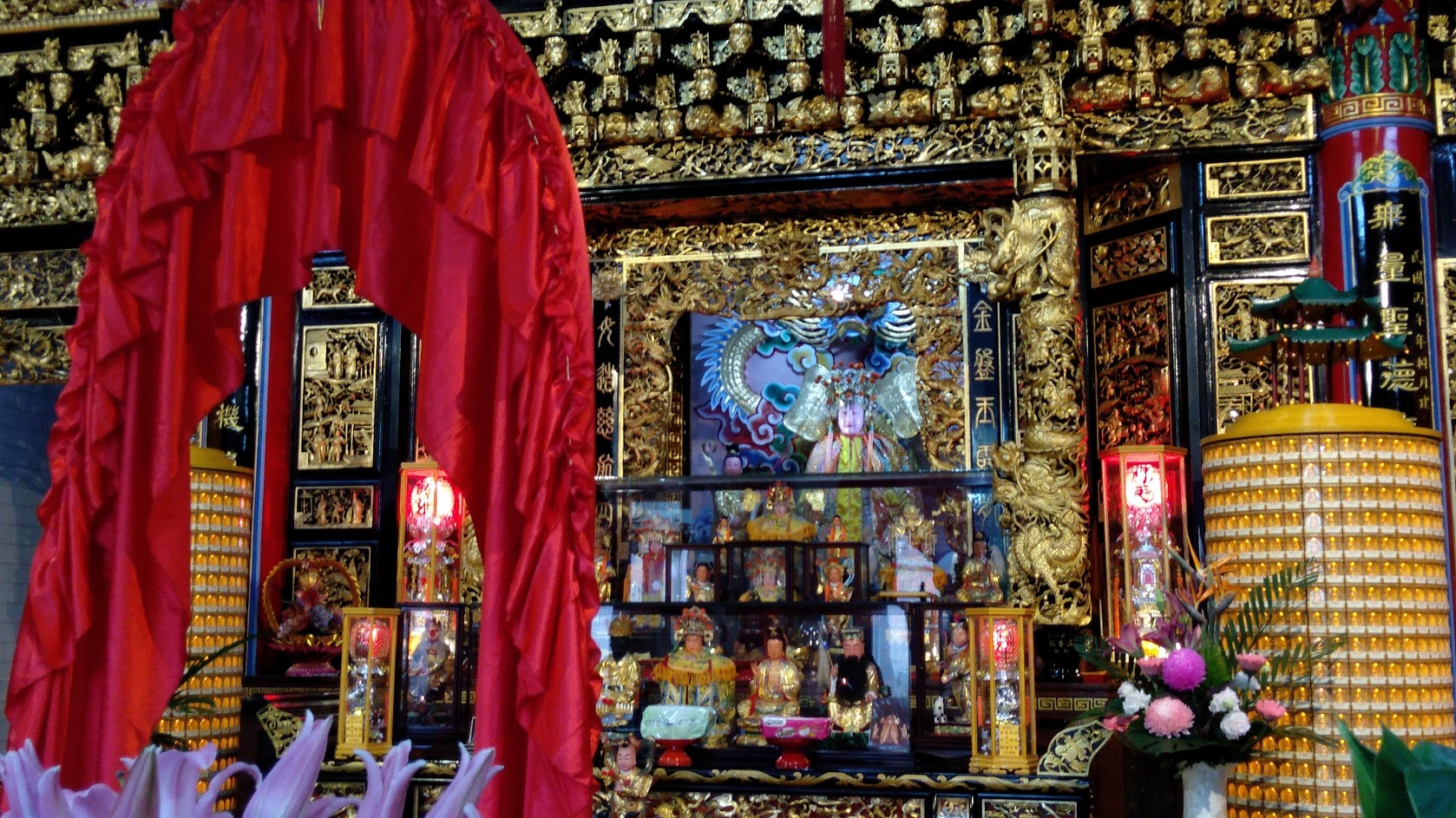
新莊慈惠堂 廟內無極寶殿一景

- 無極瑤池金母娘娘

##### 陪祀
- 龍邊：太上道祖；虎邊：關聖帝君

#### 前方祀神
- 虛空無極地母至尊、三奶夫人、觀音佛祖、孚佑帝君、清水祖師、玄天上帝、天上聖母、中壇元帥

#### 從神
- 二郎神君、齊天大聖

#### 左廂
- 地藏王菩薩、開山先賢祿位

### 廟程
- 龍神

## 註解
1. ↑  〈新莊慈惠堂慶成碑記 〉：「溯本堂初於民國48年自中壢母堂請頒仙旗鎮宂奉祀51年參詣花蓮總堂恩准分靈恭圕。
瑤池金母娘娘金身安座崇奉禒新莊慈惠堂嗣以 母娘妙靈昭應參眾日增孛址狹不敷使用眾契議建新堂卜擇大漢溪陽基址於55年丙午3月初5卯時動土翌年正月29日堂貌初成恭奉。」
2. ↑  〈新莊慈惠堂慶成碑記 〉：「母娘金身登龕孜座復繼續擴建後廳71年增闢左廂崇祀地藏王菩薩及開山先賮74年貣重險正神龕柱整修飛簷全部工程於今秋告竣堂貌煥然一新殿宇金碧輝煌巍峩宏偉遐邇瞻伖蓋 母娘聖澤應化地方善信協力以致念開堂於茲二千五載建廟歷今二十春秋其間諸大德暨契子女等捐輸襄助貢獻良多 巍巍乎。」